# Caranx caninus
Cá sòng vàng (Danh pháp khoa học: Caranx caninus) là một loài cá biển trong họ cá khế Carangidae. Chúng còn được gọi là cá sòng Thái Bình Dương trong tiếng Anh. Loài này được phân bố thông qua các vùng biển nhiệt đới của miền đông Thái Bình Dương từ California ở phía bắc và ở phía nam Peru, bao gồm một số hòn đảo ngoài khơi. Loài này lần đầu tiên được đúng khoa học mô tả bởi nhà động vật học người Anh là ông Albert Günther vào năm 1867 dựa trên các mẫu vật lấy từ Panama. Ông ấy đặt tên cho loài này là Caranx caninus.

## Đặc điểm
Các loài được biết đến với việc phát triển đến chiều dài tối đa 101cm và trọng lượng 19,7kg. Cá thể bắt đầu thành thục ở 67 cm ở cá đực và 65 cm ở cá cái. Nó chủ yếu là một loài bơi gần bờ, nằm ở những nền cát và đá, mặc dù cá thể lớn hơn là thỉnh thoảng được tìm thấy sống ngoài khơi tới độ sâu 350 m. Chúng là một kẻ săn mồi bơi nhanh, ăn một số loại cá nhỏ hơn, động vật giáp xác, và động vật không xương sống nhỏ khác.
Sinh sản của chúng được cho là diễn ra quanh năm, mặc dù đỉnh điểm xảy ra trong tháng mười một. Chúng là loài quan trọng đối với nghề cá thương mại, chúng còn được đánh giá cao là loại cá câu thể thao giải trí, chúng được nhắc đến trong chương trình câu cá giải trí trên kênh Outdoor Chanel. Chúng sống ở vùng nhiệt đới đến các vùng nước nhiệt đới của miền đông Thái Bình Dương, phổ biến nhất ở các vùng ven biển. Chúng có tầm quan trọng cao đối với nghề cá trên toàn phạm vi, với sự phong phú của các loài cho phép đánh bắt lớn của ngư dân thương mại.